# Bahnhof Rolandseck
Der Bahnhof Rolandseck ist ein Haltepunkt an der linken Rheinstrecke. Sein Empfangsgebäude ist heute Teil des Arp Museums Bahnhof Rolandseck.

## Geografische Lage
Der Bahnhof Rolandseck liegt in der Stadt Remagen, Stadtteil Rolandseck. Er ist der nördlichste Haltepunkt in Rheinland-Pfalz an der linken Rheinstrecke.

## Geschichte

### Eisenbahn

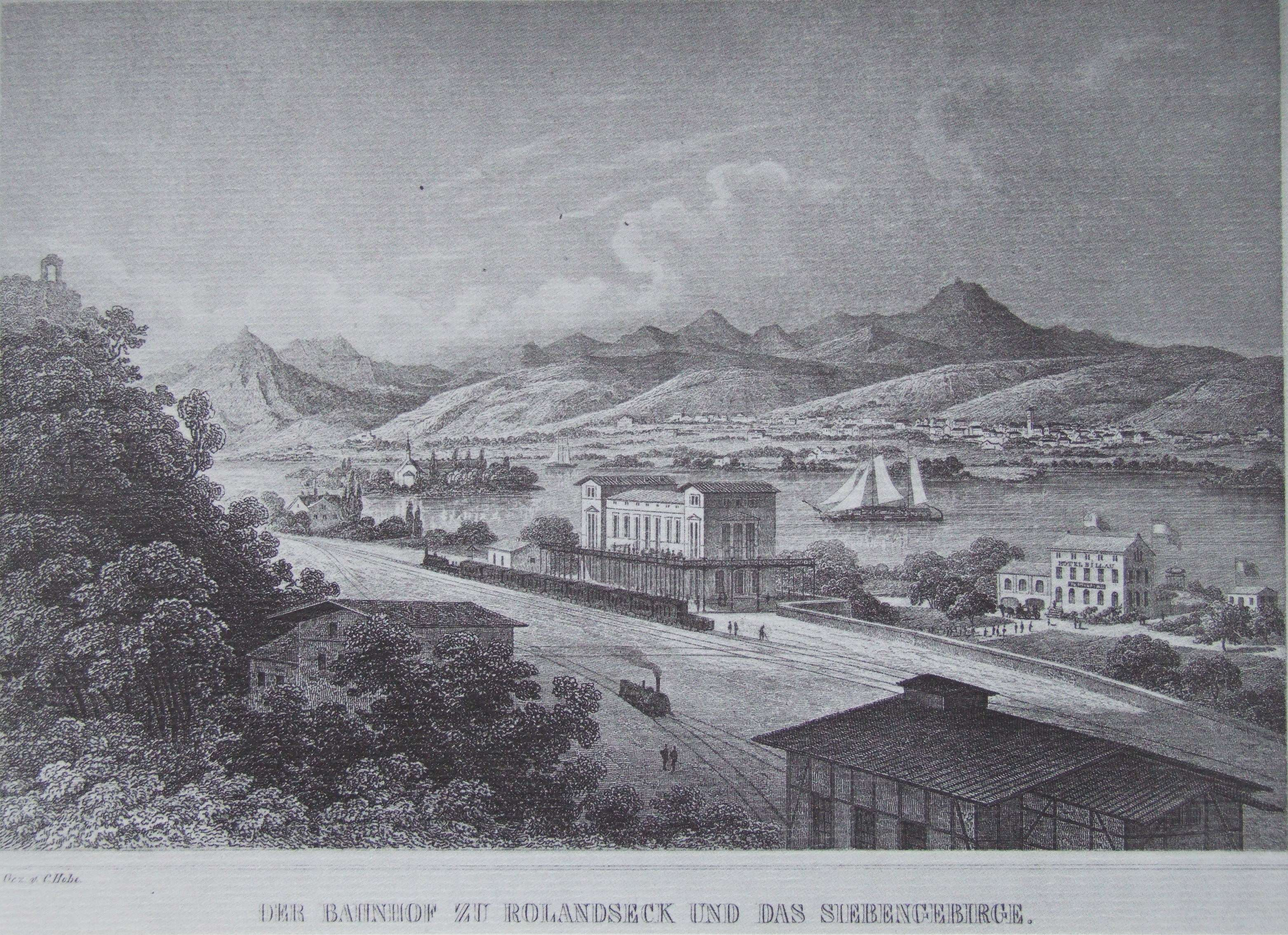
Bahnhof Rolandseck, 1857

Die Bonn-Cölner Eisenbahn eröffnete am 13. Februar 1844 die Strecke von Köln bis Bonn. 1846 bemühte sie bei der preußischen Regierung in Berlin um eine Konzession, um die Strecke bis Rolandseck zu verlängern. Die lehnte das Gesuch zunächst aus militärischen Gründen ab. 1853 wurde durch „Allerhöchste Cabinets Ordre“ die vorläufige Genehmigung zum Weiterbau der Strecke erteilt. Der neue Endpunkt sollte möglichst nahe am Rhein liegen, um ein bequemes Umsteigen auf die Dampfschiffe zu ermöglichen. Auch Rolandseck selbst mit seiner Burg Rolandseck und deren sagenumwobenen Rolandsbogen war zu jener Zeit ein Begriff und Ausflugsziel für diejenigen, welche die Rheinromantik suchten.
Der Oberingenieur für den Bau der Strecke, Emil Hermann Hartwich, fertigte auch die architektonischen Pläne des Empfangsgebäudes. Als (vorläufiger) Endbahnhof der Strecke wurde das Gebäude besonders repräsentativ ausgestaltet und auch so, dass die Bonn-Cölner Eisenbahn, eine Aktiengesellschaft, in ihm ihre Gesellschafterversammlungen durchführen konnte. So fiel das Empfangsgebäude vergleichsweise groß aus. Der Bau begann 1856 und der Bahnhof wurde 1858 fertiggestellt.
Das prachtvolle Bahnhofsgebäude blieb erhalten und war seit den 1960er Jahren Grundlage für den Ausbau der Anlage zum „Künstlerbahnhof“.
Das Empfangsgebäude gilt heute als bedeutendes Zeugnis des frühen deutschen Eisenbahnbaus und ist ein Kulturdenkmal.
Der Bahnhof Rolandseck wurde mit seiner Eröffnung zum Treffpunkt der prominenten Gesellschaft, deren Angehörige hier von der Bahn auf Rheinschiff oder Kutsche wechselten. Königin Victoria von Großbritannien, Kaiser Wilhelm II., Otto von Bismarck, Ludwig Uhland, Karl Simrock, die Brüder Grimm, Friedrich Nietzsche, Johannes Brahms, Clara Schumann und Franz Liszt nutzten den Bahnhof. Bernhard Shaw schrieb über den Bahnhof und Guillaume Apollinaire verfasste hier einen Teil seiner frühen Gedichte.
Mit der Verlängerung der Strecke Richtung Süden wurde aus dem Endbahnhof ein Durchgangsbahnhof und es entfiel seine bahnbetriebliche Bedeutung. In der Folge wurden die Bahnanlagen sukzessive zurückgebaut.
Die französische Besatzungsmacht ordnete nach dem Zweiten Weltkrieg alle Bahnstrecken im nördlichen Teil ihrer Besatzungszone der Eisenbahndirektion Mainz zu. Dazu gehörte auch der Bahnhof Rolandseck.
Zum 20. September 1965 wurde der Bahnhof zu einem Haltepunkt zurückgestuft. Betrieblich war er nun nur noch eine Blockstelle. Überholgleise gab es nicht mehr und für den Verkehr hatte er nur noch lokale Bedeutung.
Mit der schrittweisen Auflösung der Bundesbahndirektion Mainz in den Jahren 1971/1972 fiel die Zuständigkeit für den Bahnhof zum 1. Juni 1971 an die Bundesbahndirektion Köln.

### Künstlerbahnhof

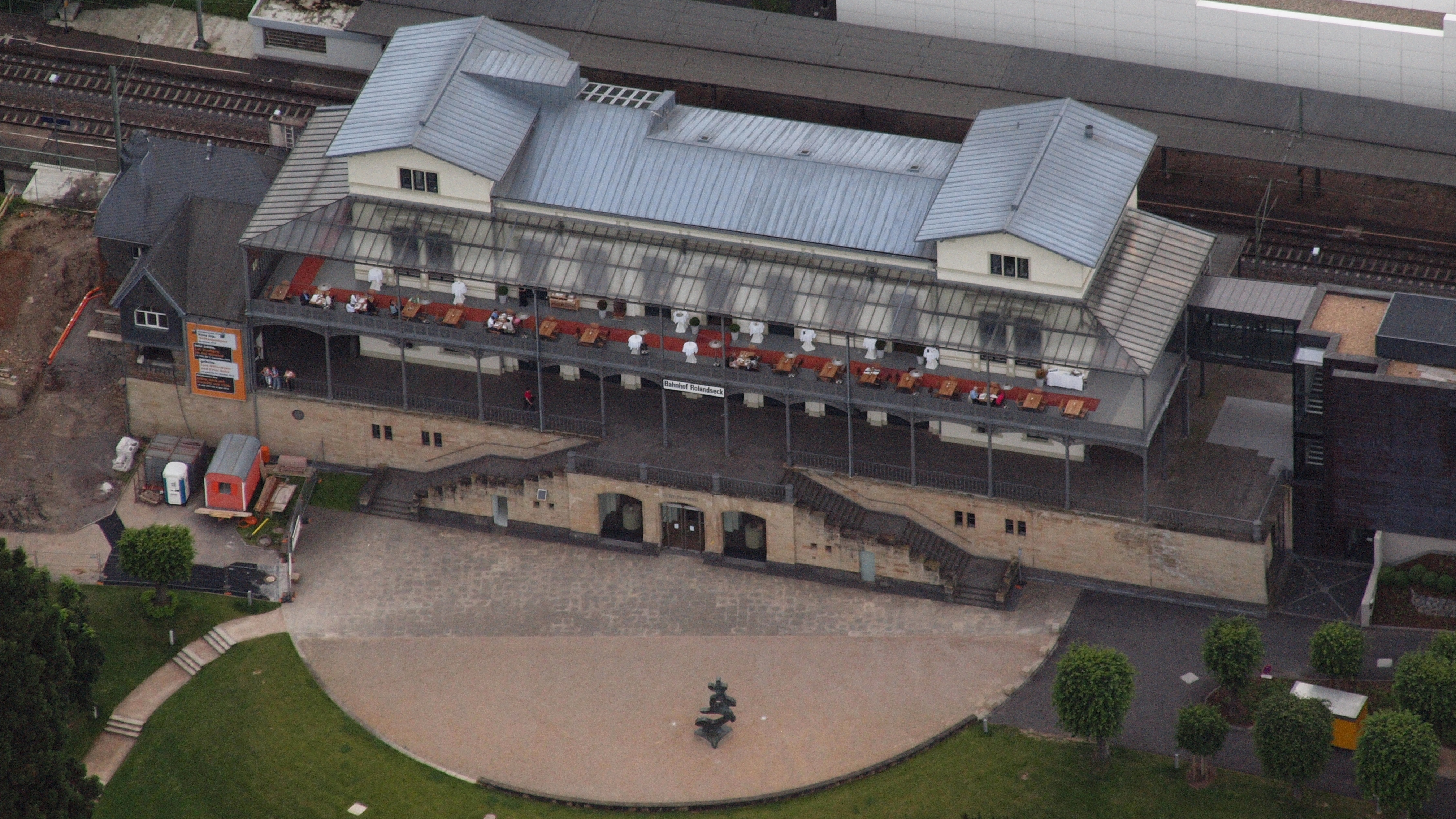
Bahnhof Rolandseck, Luftaufnahme 2013

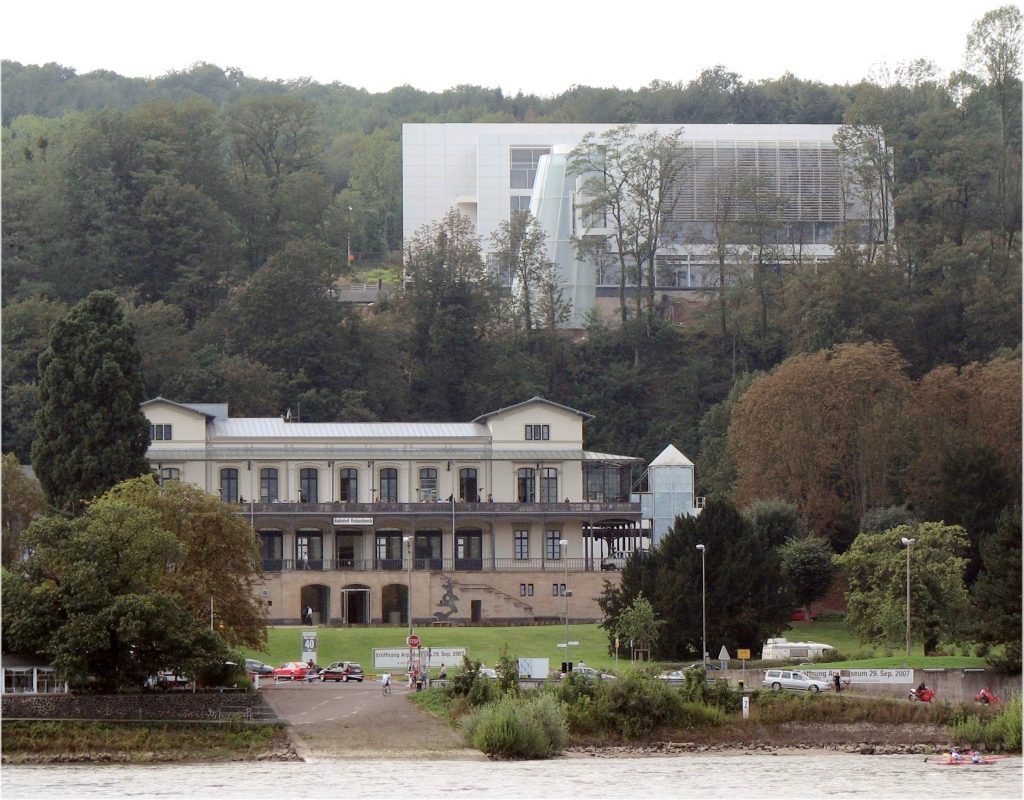
Das Empfangsgebäude und das Richard-Meier-Gebäude bilden das Arp Museum Bahnhof Rolandseck

Nach dem Zweiten Weltkrieg wurde das Empfangsgebäude nicht mehr bewirtschaftet. 1958 entschied die Bundesbahndirektion Mainz, die „überdimensionierten“ Räume abreißen zu lassen und dafür ein kleines Gebäude zu errichten. Der Abriss verschob sich aber, und 1964 entwickelte Johannes Wasmuth den Plan, das Empfangsgebäude als Wohnung, Galerie und Atelier für Künstler zu nutzen. In kurzer Zeit wurde der Bahnhof zu einem Zentrum kulturellen Lebens. Die Namen Hans Arp, Oskar Kokoschka, Bruno Goller, Günther Uecker, Gotthard Graubner, Stefan Askenase, Yehudi Menuhin, Hans Richter, Slawomir Kowalinski, Martha Argerich, Martin Walser und Marcel Marceau stehen stellvertretend für viele. Nach dem Tod von Johannes Wasmuth 1997 endete diese erste Phase kultureller Nutzung des Bahnhofs.

### Arp Museum
Ab 2001 begannen umfangreiche Sanierungs- und Umbauarbeiten. Diese orientierten sich an dem baulichen Zustand nach einem Umbau des Gebäudes 1906 mit Veranda und blassgrünem Fassadenanstrich. Die übertünchten Decken im Festsaal wurden freigelegt, so dass die Stuckarbeiten wieder erkennbar sind. Das Gebäude wurde am 22. Oktober 2004 wieder eröffnet.
Das Sockelgeschoss stellt seit dem 29. September 2007 die Eingangsebene für das Arp Museum Bahnhof Rolandseck.
Sockel- und Erdgeschoss werden als Ausstellungsflächen genutzt. Der Festsaal im zweiten Geschoss mit Außenterrasse und Blick auf Rhein und Siebengebirge mit dem Drachenfels dient heute als Museumscafé und Bistro.
Eine Besonderheit des Gebäudes ist die Ausgestaltung seiner Funktionsräume durch zeitgenössische Künstler. In Anknüpfung an eine von Johannes Wasmuth begründete Tradition, der die Sanitärräume von Bahnhof und Bistro durch den britischen Maler Stephen McKenna mit farbenprächtigen ironischen Zitaten aus der Kunstgeschichte ausmalen ließ, wurden im Zuge des Umbaus weitere Funktionsräume unter Mitwirkung von Künstlern ausgestattet: Der Sanitätsraum durch Maria Nordman, das Bistro durch Anton Henning, die Bibliothek durch den Schweizer Thomas Huber, und der Hubschrauberlandeplatz des Museums entstand im Rahmen des Ingold-Airlines-Projekts von Res Ingold.

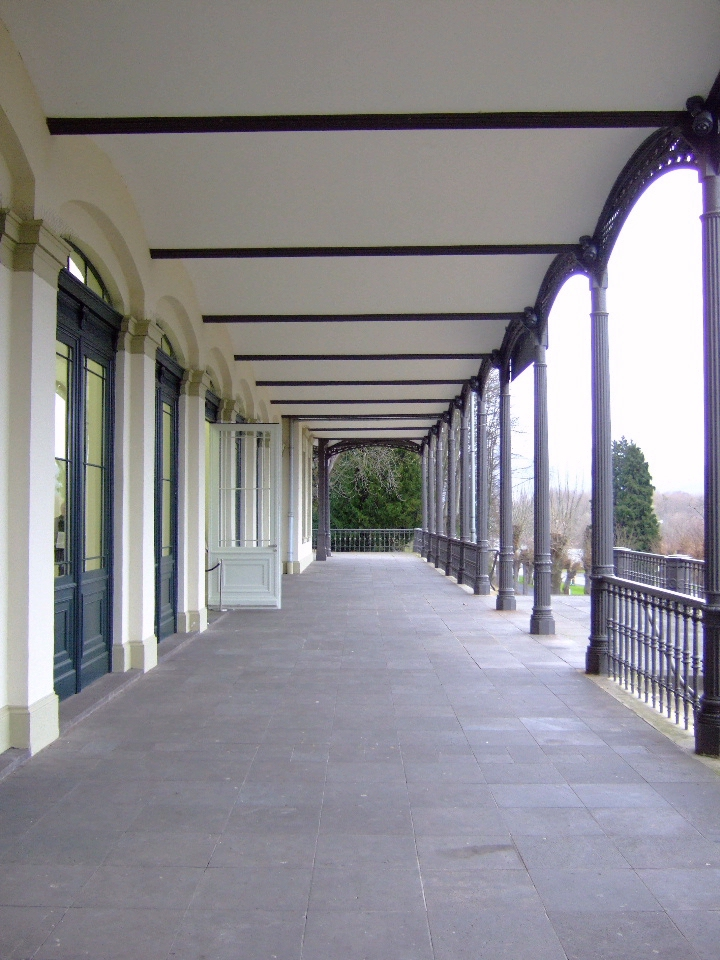
Veranda des I. Geschosses
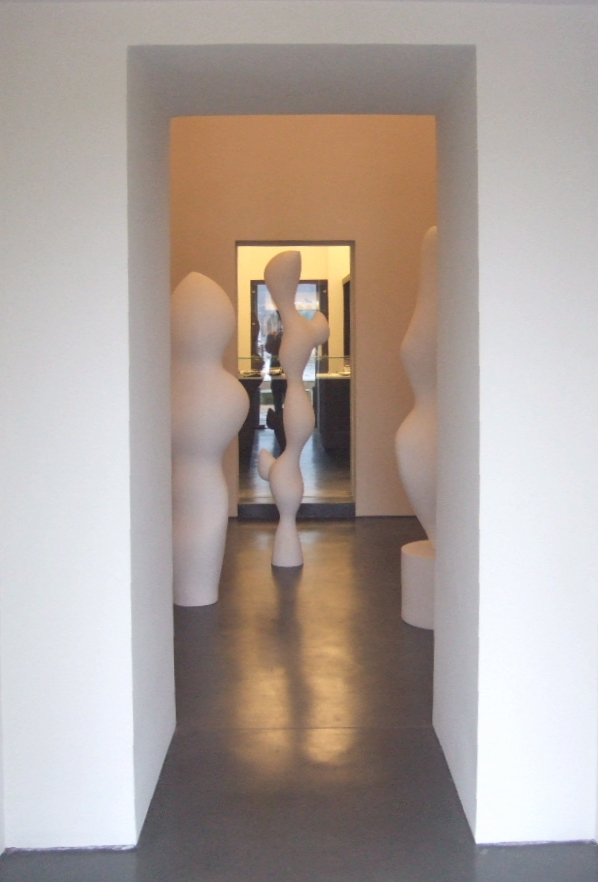
Blick von außen in das Sockelgeschoss mit Werken von Hans Arp (Frühjahr 2007)
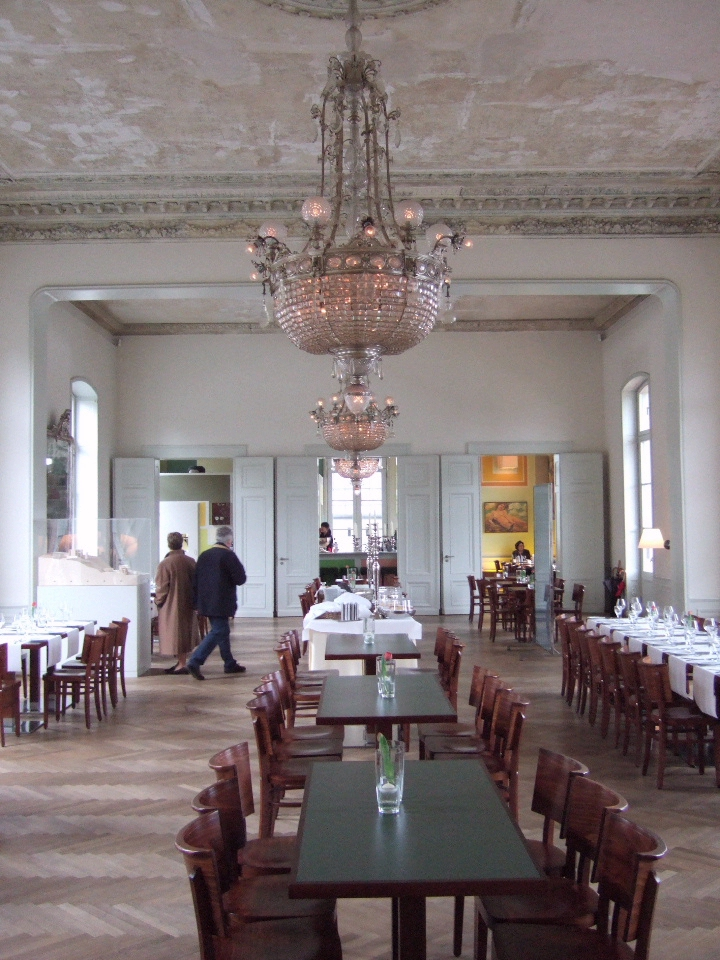
Festsaal
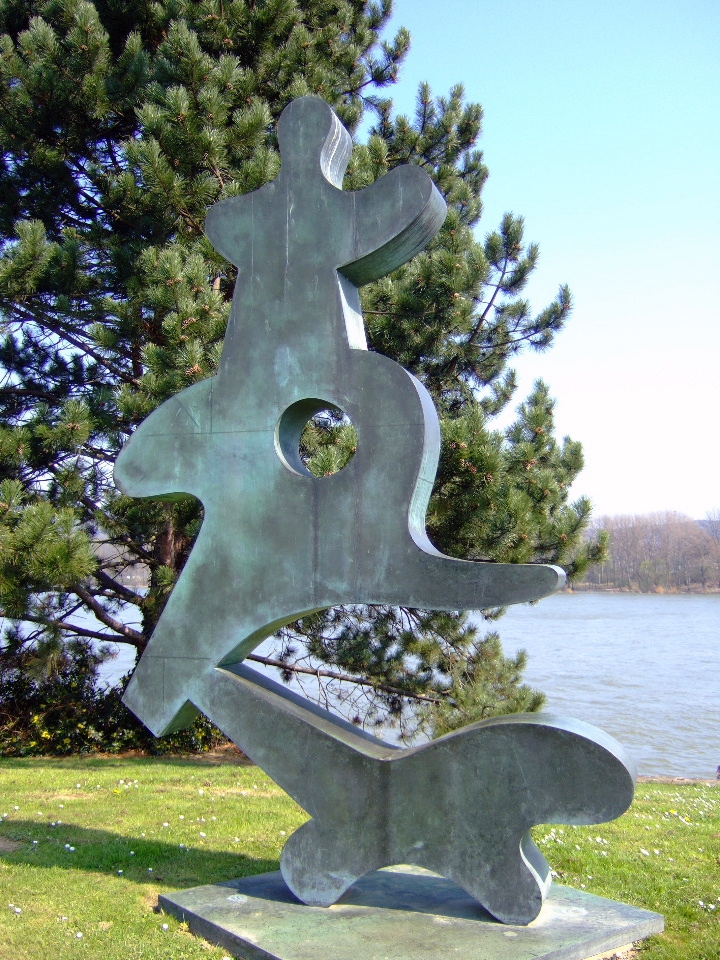
Arp: Bewegtes Tanzgeschmeide, Skulptur vor dem Museum
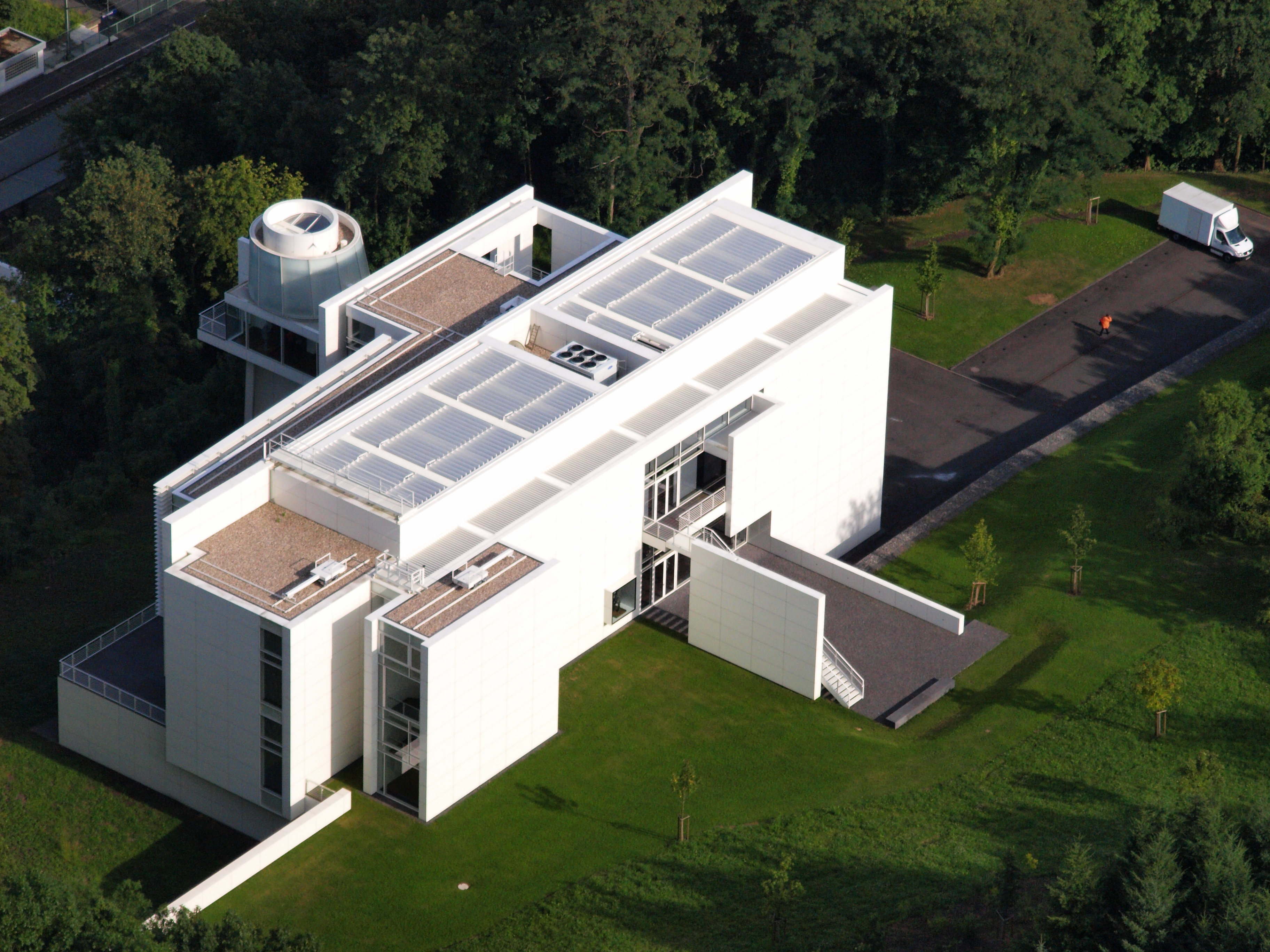
Arp Museum aus südwestlicher Richtung

## Skulpturenufer
Seit 2000 entwickelt das Arp Museum in Zusammenarbeit mit der Stadt Remagen das „Skulpturenufer Remagen“ entlang des Rheinufers zwischen Rolandswerth, vorbei am Bahnhof Rolandseck, bis nach Remagen.

## Bahnhof

Panorama Treppen zum Bahnsteig

Zum Haltepunkt gehören heute zwei Seitenbahnsteige, die jeweils über eine Treppe von der Freiligrathstraße aus erreichbar sind, der Bahnsteig Richtung Köln auch stufenlos über die Hans-Arp-Allee, der Bahnsteig Richtung Koblenz von der Straße Am Kasselbach. Der einzige Fahrkartenautomat des Bahnhofs ist unter der Eisenbahnbrücke über die Freiligrathstraße aufgestellt.
Im Schienenpersonennahverkehr halten hier stündlich die Züge der Mittelrheinbahn-Linie Köln–Koblenz–Mainz:
| Linie | Zuglauf | Takt   | Betreiber   |
| ----- | --- | ------ | ----------- |
| RB 26 | MittelrheinBahn: (Köln/Bonn Flughafen –) (nur im Nachtverkehr) Köln Messe/Deutz – Köln Hbf – Köln West – Köln Süd – Hürth-Kalscheuren – Brühl – Sechtem – Roisdorf – Bonn Hbf – Bonn UN Campus – Bonn-Bad Godesberg – Bonn-Mehlem – Rolandseck – Oberwinter – Remagen – Sinzig (Rhein) – Bad Breisig – Brohl – Namedy – Andernach – Weißenthurm – Mülheim-Kärlich – Koblenz-Lützel – Koblenz Stadtmitte – Koblenz Hbf – Rhens – Spay – Boppard Hbf – Boppard-Bad Salzig – Boppard-Hirzenach – Sankt Goar – Oberwesel – Bacharach – Niederheimbach – Trechtingshausen – Bingen (Rhein) Hbf – Bingen (Rhein) Stadt – Bingen-Gaulsheim – Gau Algesheim – Ingelheim – Heidesheim (Rheinhessen) – Uhlerborn – Budenheim – Mainz-Mombach – Mainz Hbf Stand: Fahrplanwechsel Dezember 2021 | 60 min | Trans Regio |

Direkt unterhalb des Bahnhofs befindet sich bei Stromkilometer 640 die Rheinfähre Siebengebirge nach Bad Honnef.